# Kappa Piscium
Kappa Piscium (κ Piscium, förkortat Kappa Psc, κ Psc), som är stjärnans Bayer-beteckning, är en ensam stjärna i den sydöstra delen av stjärnbilden Fiskarna där den bildar det sydöstra hörnet av "Circlet"-asterismen. Den har en skenbar magnitud på +4,94 och är synlig för blotta ögat där ljusföroreningar ej förekommer. Baserat på parallaxmätningar i Hipparcos-uppdraget på 21,3 mas beräknas den befinna sig på ca 153 ljusårs (47 parsek) avstånd från solen. Stjärnan anses ingå i rörelsegruppen AB Doradus, en förening av stjärnor med liknande ålder som har en gemensam rörelse genom rymden.

## Egenskaper
Kappa Piscium är en blå till vit stjärna i huvudserien av spektralklass A2 Vp SrCrSi där suffixbeteckningen anger att den är en "kemiskt märklig" Ap-stjärna som visar onormala överskott av kisel, strontium och krom. Den visar många uranlinjer, och möjligen det sällsynta elementet holmium i dess spektrum. Dess uran- och osmiuminnehåll kan ha kommit från en närliggande supernova. Jämfört med solen har den underskott av syre i förhållande till magnesiuminnehållet. Den har en massa som är ca 2,6 gånger solens massa, en radie som är ca 1,9 gånger större än solens och utsänder ca 30 gånger mera energi än solen från dess fotosfär vid en effektiv temperatur på ca 11 000 K.
Kappa Piscium är en roterande variabel av Alfa2 Canum Venaticorum-typ (ACV). Den varierar mellan skenbar magnitud +4,87 och 4,95 med en period av 1,4150 dygn.
Kappa Piscium har två visuella följeslagare med skenbar magnitud av 9,96 respektive 11,20.